# مسیه ۲
مسیه ۲(به انگلیسی: Messier 2) (یا M2 و NGC 7089) یک خوشه کروی است و توسط جین دومینک مارالادی و در سال ۱۷۴۶ کشف شد.M2 یکی از بزرگ‌ترین و غنی‌ترین خوشه‌های ستاره ای شناخته شده‌است.
خوشه ستاره ای M2 نخستین بار در سال ۱۷۴۶ توسط «دومنیک مارالدی» منجم فرانسوی ای که در رصد یک دنباله دار با «کاسینی» منجم مشهور همکاری داشت، کشف شد.
«شارل مسیه» در سال ۱۷۶۰ در پروژه کشف دنباله دارها، بار دیگر این جرم را پیدا کرد. اما مسیه به اشتباه فکر کرد این جرم یک سحابی است و هیچ ارتباطی با ستاره‌ها ندارد.
«ویلیام هرشل» در سال ۱۷۸۳ نخستین کسی بود که ستاره‌های مجزا در این خوشهٔ ستاره ای را کشف کرد. M2 در فاصله ۳۷٬۵۰۰ سال نوری از ما قرار دارد و دارای قطری معادل با ۱۷۵سال نوری است. با این اوصاف یکی از بزرگ‌ترین خوشه‌های ستاره ای شناخته شده‌است. M2 یکی از غنی‌ترین و فشرده‌ترین خوشه‌های ستاره ای است که در طبقه‌بندی از نظر غلظت، در رده ۲ جای می‌گیرد. M2 به‌طور قابل توجهی بیضوی است.
این خوشه با سنی در حدود ۱۳ میلیارد سال یکی از پیرترین خوشه‌های ستاره ای است و در هاله کهکشان راه شیری قرار دارد.